# Kristýna Horská
Kristýna Horská (Praga, 30 settembre 1997) è una nuotatrice ceca, specializzata nella rana.

## Biografia
Nel 2021 ha partecipato alle Olimpiadi di Tokyo. Nel 2023, durante gli europei in vasca corta di Otopeni, riesce ad aggiudicarsi la medaglia di bronzo nei 200 metri rana. L'anno successivo invece prende parte agli europei di Belgrado, salendo sul gradino più alto del podio nella medesima specialità e diventando la prima atleta della Repubblica Ceca a vincere tale gara nella storia della competizione.

## Palmarès
- Europei

Belgrado 2024: oro nei 200m rana.
- Europei in vasca corta

Otopeni 2023: bronzo nei 200m rana.